# Comorbiditeit
Comorbiditeit is het tegelijkertijd voorkomen van twee of meer aandoeningen of stoornissen bij één persoon. Vaak komt hierbij ook sociale en/of maatschappelijke problematiek.
Lichamelijke voorbeelden zijn:
- Reuma en onder andere de ziekte van Crohn
- Taaislijmziekte en diabetes mellitus
- De ziekte van Hirschsprung en Ondines vloek

Geestelijke voorbeelden zijn:
- Bipolaire stoornis en ADHD
- Autisme gaat vaak gepaard met ADHD, depressie of angststoornissen.

In een aantal gevallen is dit te verklaren uit de aard van de ziekten. Zo zijn reuma en de ziekte van Crohn allebei ontstekingsziekten en de ziekte van Hirschsprung en Ondines vloek allebei neurologische ziekten. Soms is comorbiditeit een direct gevolg van een aandoening; zo zal een gebroken been leiden tot spierafbraak, omdat het been een aantal weken niet wordt gebruikt. Of het is een gevolg van medisch handelen (iatrogeen zoals door bijwerkingen van medicijnen of een infectie na een operatieve ingreep). Dit gaat ook op voor geestesstoornissen, zoals autisme gepaard kan gaan met hevige angsten of extreme opwinding doordat de persoon die eraan lijdt situaties en omstandigheden niet goed kan inschatten.